# Скутецкий, Доминик
Доминик (Доменико) Скутецкий (словац. Dominik Skutecký; 9 февраля 1848, Гаяри, близ Братиславы ‒ 13 марта 1921, Банска-Бистрица) — словацкий живописец.

## Биография
Д.Скутецкий с 1863 года жил в Вене, где он посещал класс скульптора Д.Мейкснера. С 1865 по 1866 год обучался в частной художественной школе при Венской академии изобразительных искусств, затем продолжил учёбу в академии у профессоров K.Вюрзингера, E.Енхерта и K.Бласса, закончил которую в 1867 году.
После окончании учёбы поселился в Италии в Венеции. Стажировался в Reale Accademia di Belle Arti по классу исторической живописи профессора П.Молментиго.
Затем поступил в академию изящных искусств в Мюнхене, где в течение пяти месяцев знакомился и изучал модные художественные направления живописи натурализм и люминизм.
В 1889 вернулся на родину и поселился в Банска-Бистрице, которая стала основным местом работы живописца.
Его дочь, Карола Скутецкая-Карвашова, также стала художницей, а его сын, Александр Скутецкий, стал известным архитектором.

## Творчество
Доминик Скутецкий считается одним из самых знаменитых художников Словакии последней трети XIX — начала XX века. Является автором жанровых картин, портретов и пейзажей.
Представитель венецианского стиля в живописи, Д.Скутецкий писал картины из народной жизни, любовно изображал быт простых словацких людей («В кузнице», «Рынок в Банска-Бистрице», 1889, Словацкая национальная галерея, Братислава).
Творчеству художника был присущ демократизм и реализм создаваемых образов, стремление передать световоздушную среду естественно, без прикрас. Полотна созданные художником основаны на его академическом передовом опыте и уроках традиции итальянского тонкого мастерства.
Скутецкий сыграл значительную роль в культурной жизни города Банска-Быстрицы. В 1902 году им была организована выставка, на которой экспонировалось более чем 120 произведений. Его картины находятся в сейчас коллекциях многих стран, словацких художественных музеев и галерей, в частных коллекциях.
В Государственной галерее в Банска-Бистрица была организована специальная выставка, посвященная творчеству Доминика Скутецкого.

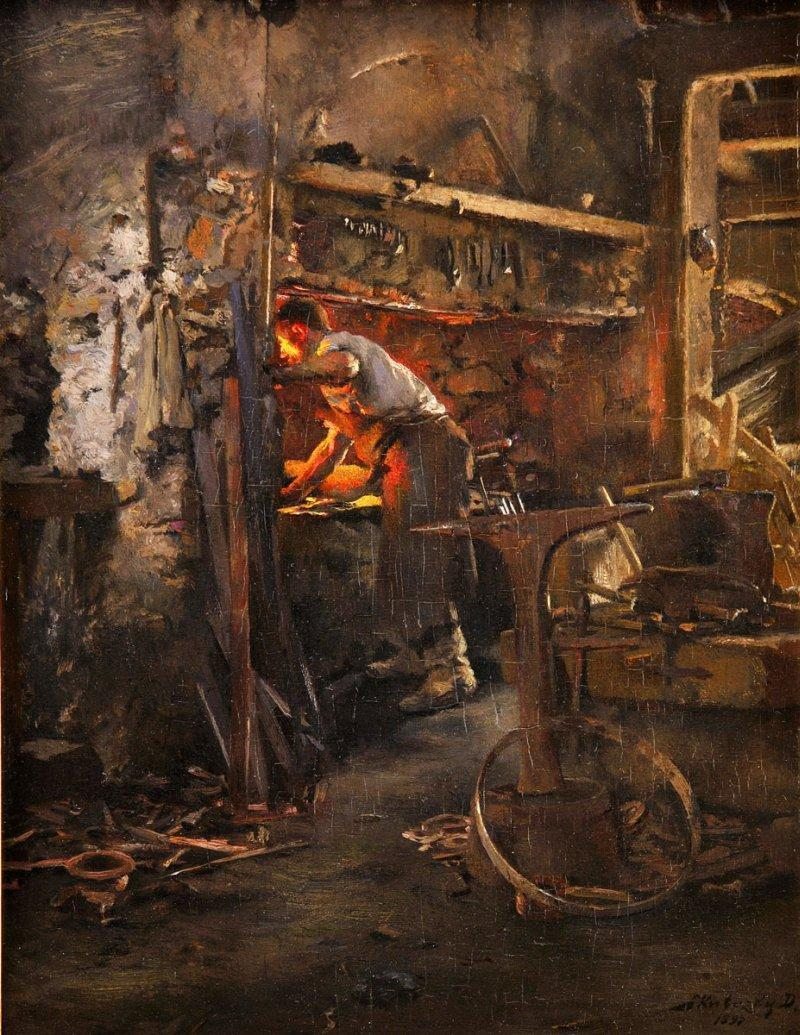
"В кузнице". 1897
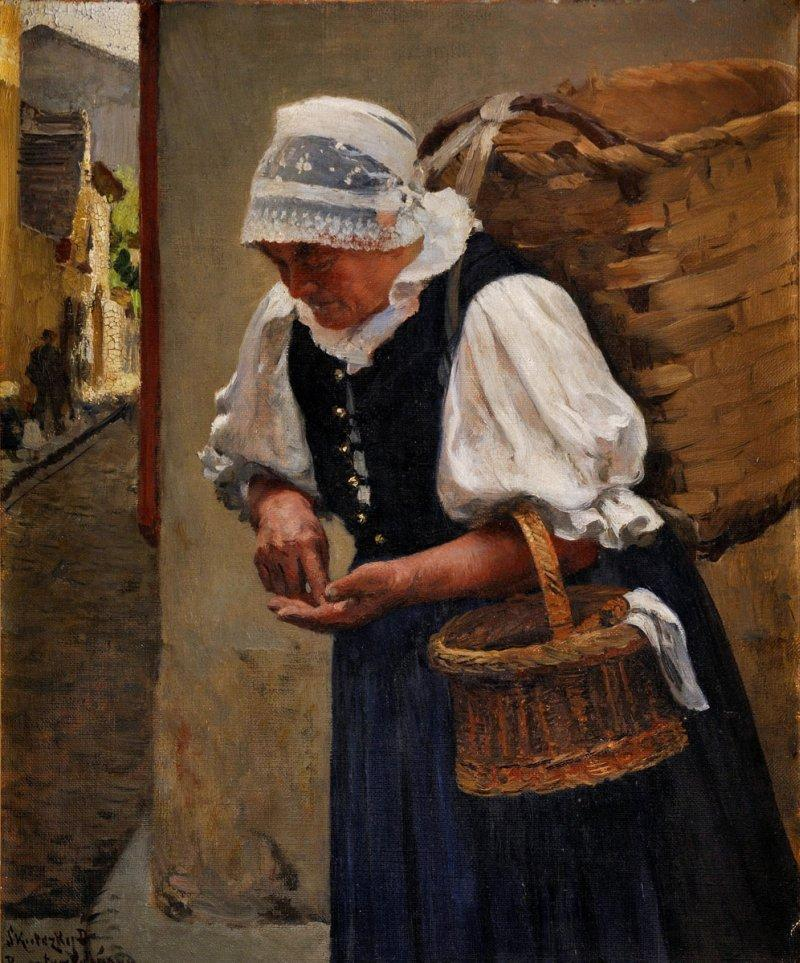
"Продавщица". 1895
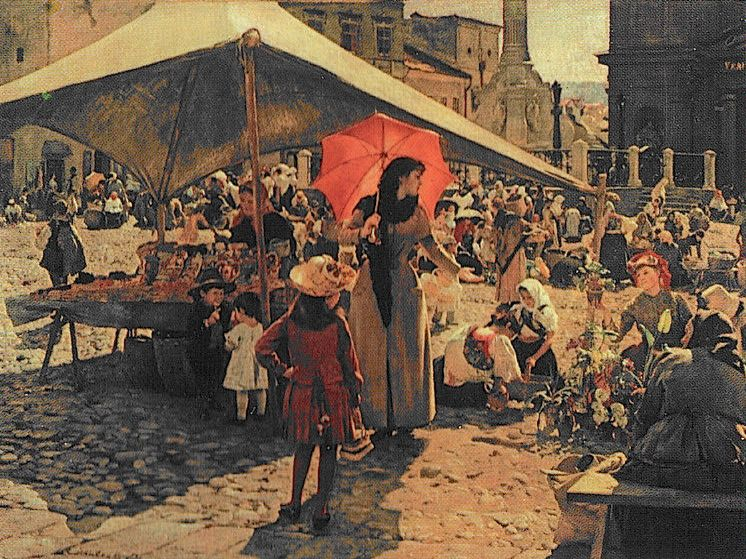
Рынок в Банска-Быстрице (1890)
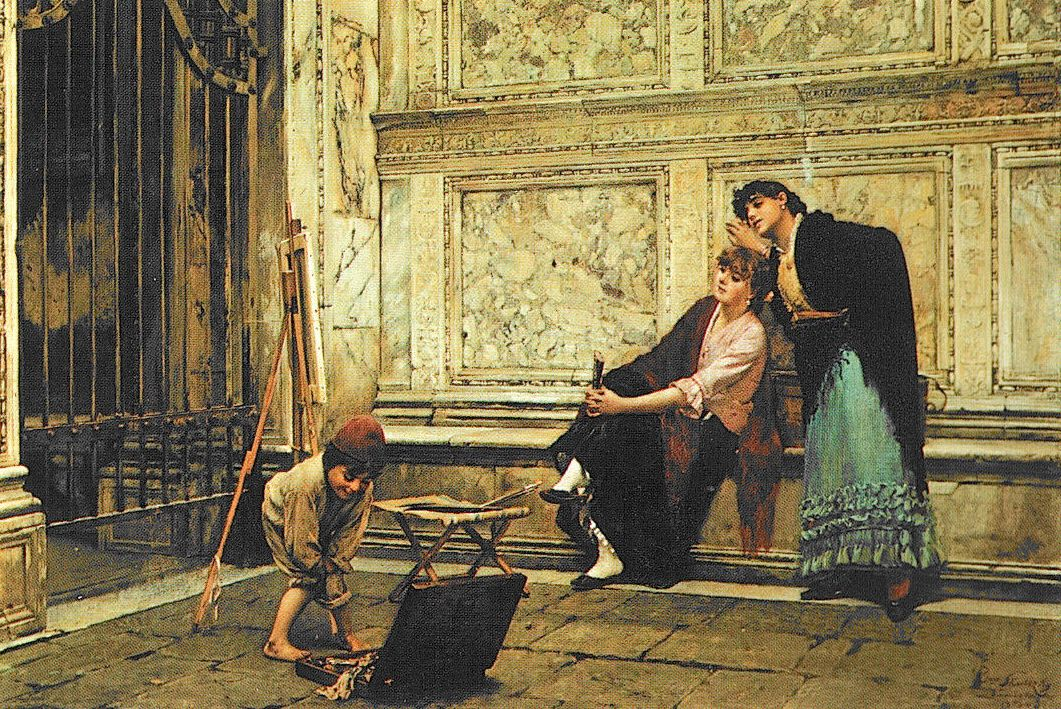

## Картины
- Император Максимилиан диктует свои мемуары (1867)
- Автопортрет (1868)
- Итальянская блондинка (около 1869)
- Пейзаж у Зохора (1872)
- Портрет Цецилии Львовой (1874)
- Рынок в Банска-Быстрице (1890)
- Портрет Франца Иосифа I (1895)
- Вечер в Старых горах (1898)
- Портрет жены (1886)
- Кузница в Старых горах
- Красивый беспорядок
- Дама с голубями
- Ковка котлов
- Карточный замок и др.